# 聚合度
聚合度（英語：Degree of polymerization，英文縮寫為DP），為衡量聚合物分子大小的指標。以重複單元數為基準，即聚合物大分子鏈上所含重複單元數目的平均值，以DP表示。然而聚合物是由一组不同聚合度和不同結構的同系物之混合物所组成，因此聚合度是一個統計平均值，一般寫成{\displaystyle {\overline {DP}}}。
單體和平均聚合度的公式為{\displaystyle DP_{n}\equiv X_{n}={\frac {M_{n}}{M_{0}}}}，Mn是平均分子量，M0是單體的分子量。
聚合度指聚合物分子鏈中連續出現的重複單元(或稱鏈結)的次數。用n表示。例如尼龍66中結構單元是—OC(CH2)4CO—和—NH(CH2)6NH—，若用结构单元数表示聚合物的聚合度称为数均聚合度，用x表示。在聚氯乙烯中：x=n；在尼龙66中：x=2n。
此外，在在聚合物化學中的縮合作用，其縮合聚合物的形成過程較加成聚合慢，而且常需加熱。其分子量也較小。單體在反應過程中很早就被消耗，而且末端的官能團會得以保留，令短的聚合物鏈有機會形成較長的聚合物鏈。利用卡羅瑟斯方程，可証得要得到高聚合度的聚合物，反應進度必須也很高。